# Pôle républicain, indépendant et libéral
Le Pôle républicain, indépendant et libéral (PRIL ou PRIL-UDF) est un mouvement politique français créé en mai 1998, principalement par des adhérents de Démocratie libérale (DL) qui, à l'instar de Gilles de Robien, refusent de quitter l'UDF et de soutenir Alain Madelin dans sa stratégie d'autonomie. Après trois mois d’existence, il fusionne au sein de la « Nouvelle UDF ».

## Composition
Outre Gilles de Robien, candidat à la présidence de DL en 1997 face à Alain Madelin, les principaux fondateurs du PRIL sont :
- François Léotard (président de l’UDF) ;
- Gérard Longuet ;
- Alain Lamassoure ;
- Renaud Donnedieu de Vabres ;
- François Sauvadet ;
- Bernard Lehideux ;
- Jean-Pierre Fourcade ;
- Rudy Salles.

## Disparition
En novembre 1998, le PRIL fusionne avec Force démocrate et les Adhérents directs de l'UDF au sein de la « Nouvelle UDF ».